# Елек
Елек (каз. Елек, до 2000 г. — Золотонош) — село в Мугалжарском районе Актюбинской области Казахстана. Входит в состав Аккемирского сельского округа. Код КАТО — 154833400.

## Население
В 1999 году население села составляло 637 человек (311 мужчин и 326 женщин). По данным переписи 2009 года в селе проживали 454 человека (225 мужчин и 229 женщин).